# Curt Goetz
Curt Goetz, (do alemão Kurt Götz) (17 de novembro de 1888 - 12 de setembro de 1960), escritor alemão.